# Cicindela nevadica
Cicindela nevadica este o specie de insecte coleoptere descrisă de Leconte în anul 1875. Cicindela nevadica face parte din genul Cicindela, familia Carabidae.

## Subspecii
Această specie cuprinde următoarele subspecii:
- C. n. citata
- C. n. knausi
- C. n. lincolniana
- C. n. makosika
- C. n. nevadica
- C. n. olmosa
- C. n. tubensis